# Província de Cosenza
La província de Cosenza  és una província que forma part de la regió de Calàbria a Itàlia. La seva capital és Cosenza.
Té vistes al mar Tirrè a l'oest, i l'est al mar Jònic. limita al nord amb la Basilicata (província de Potenza i Matera), i al sud amb les províncies de Catanzaro i Crotona.
Té una àrea de 6.709,75 km², i una població total de 713.883 hab. (2016). Hi ha 155 municipis a la província.